# Juno Ludovisi

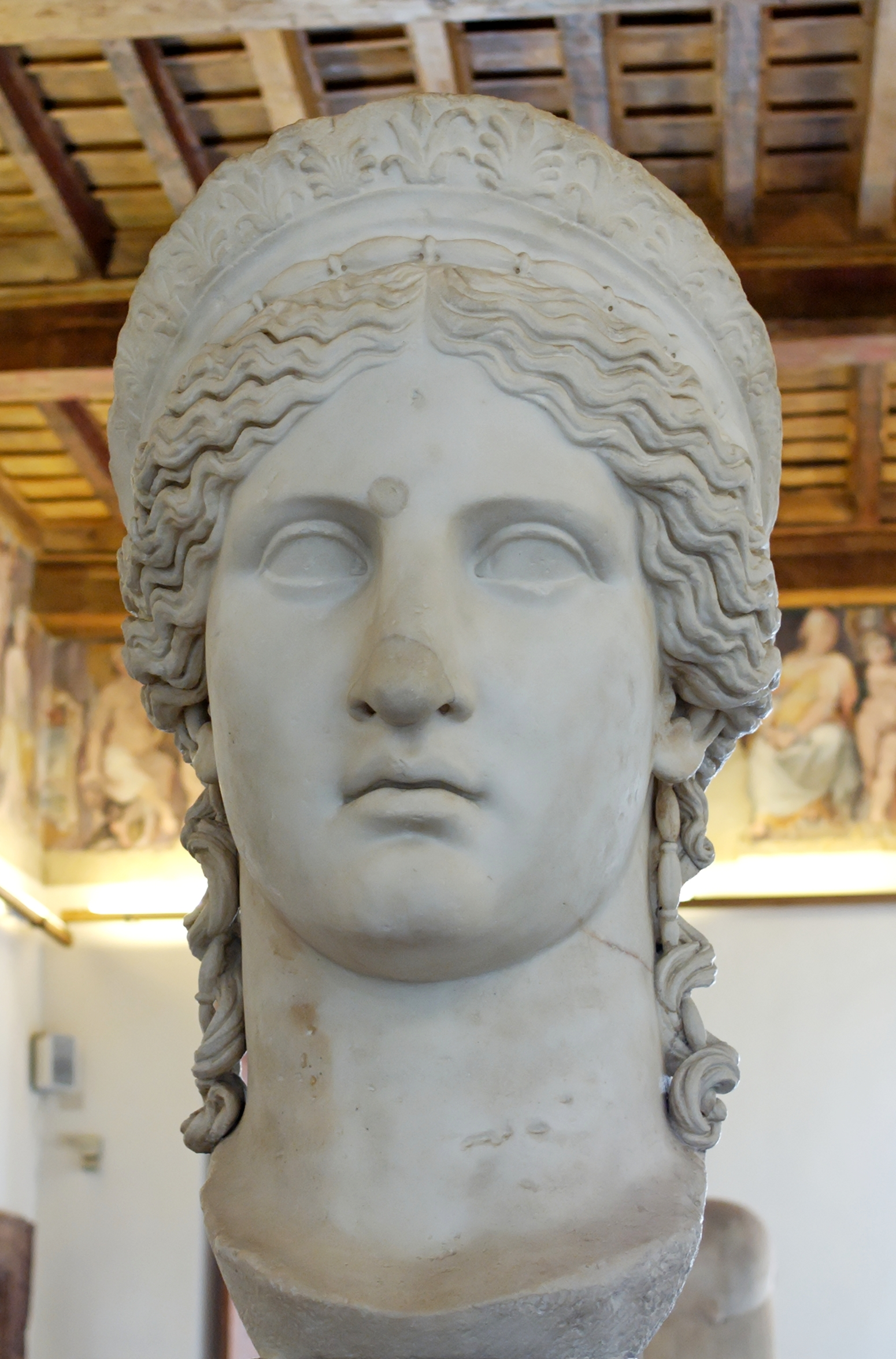
Juno Ludovisi

Als Juno Ludovisi (auch Hera Ludovisi) wird ein kolossaler Frauenkopf aus Marmor bezeichnet, der in das 1. Jahrhundert v. Chr. datiert wird und sich heute im Museo Nazionale Romano in Rom befindet; ausgestellt ist er im Palazzo Altemps. Der Kopf war Teil einer akrolithen Statue, die zunächst als Juno identifiziert wurde, heute jedoch oft als Porträt der Antonia Minor interpretiert wird, die sich als Juno darstellen ließ.

## Forschungsgeschichte
Der zu einem unbekannten Zeitpunkt wohl in Rom gefundene Kopf der Juno Ludovisi ist in der ersten Hälfte des 16. Jahrhunderts im Besitz des Kardinals Federico Cesi nachweisbar und wurde 1622 mit den übrigen Prachtstücken seiner Sammlung von Kardinal Ludovico Ludovisi angekauft, wodurch sie ihren Beinamen erhielt.
Den am Eingang der Villa Ludovisi aufgestellten Kopf deutete zuerst 1764 Johann Joachim Winckelmann auf die Göttin  Juno und nahm an, dass der Kopf ein Teil eines kolossalen Kultbildes der Göttin sei. Johann Heinrich Füssli schrieb 1766: „Dieser Kopf ist der schönste in Marmor, welcher uns von der Königin der Götter übrig geblieben ist.“ Besonders im 18. Jahrhundert und frühen 19. Jahrhundert wurde der Marmorkopf zu einer Art Idol der Kunstverehrung deutscher Dichter und Denker. Friedrich Schiller, Johann Wolfgang von Goethe und Wilhelm von Humboldt sahen die Juno Ludovisi als einen Inbegriff dessen, was als griechische Idealität verstanden wurde. Goethe schrieb in einem Brief von 1781 aus Rom, nachdem er einen Abguss erworben hatte: „Es war dieses meine erste Liebschaft in Rom, und nun besitz' ich sie. Keine Worte geben eine Ahnung davon. Es ist wie ein Gesang Homers.“ Wilhelm von Humboldt schrieb sogar ein von der Juno Ludovisi inspiriertes Sonett – womit er nicht der Einzige war.
1867 hat zuerst Alexander Conze die Deutung des Kopfes als Juno (bzw. als römische Marmorkopie einer klassisch-griechischen Bronzestatue der Hera) angezweifelt und eine Entstehung in der römischen Kaiserzeit behauptet. Die These, dass es sich bei der gezeigten Frau um eine historische Persönlichkeit handele, wurde aufgestellt und immer häufiger in der Forschung vertreten. Zwischenzeitlich folgte man meist der Zuordnung von Andreas Rumpf, demzufolge es sich um eine Kolossalstatue der Antonia Minor (36 v. Chr. – 37 n. Chr.), einer Angehörigen der julisch-claudischen Dynastie, handele. Sie war die Mutter des Kaisers Claudius und die Nichte des Augustus. Es wurde angenommen, dass Claudius seine Mutter als eine idealisierte Juno darstellen ließ. Münzbilder der Antonia sowie ein im Sommer 2003 gefundener, ähnlicher Kopf stützen diese Annahme, die jedoch weiterhin umstritten ist.

## Beschreibung

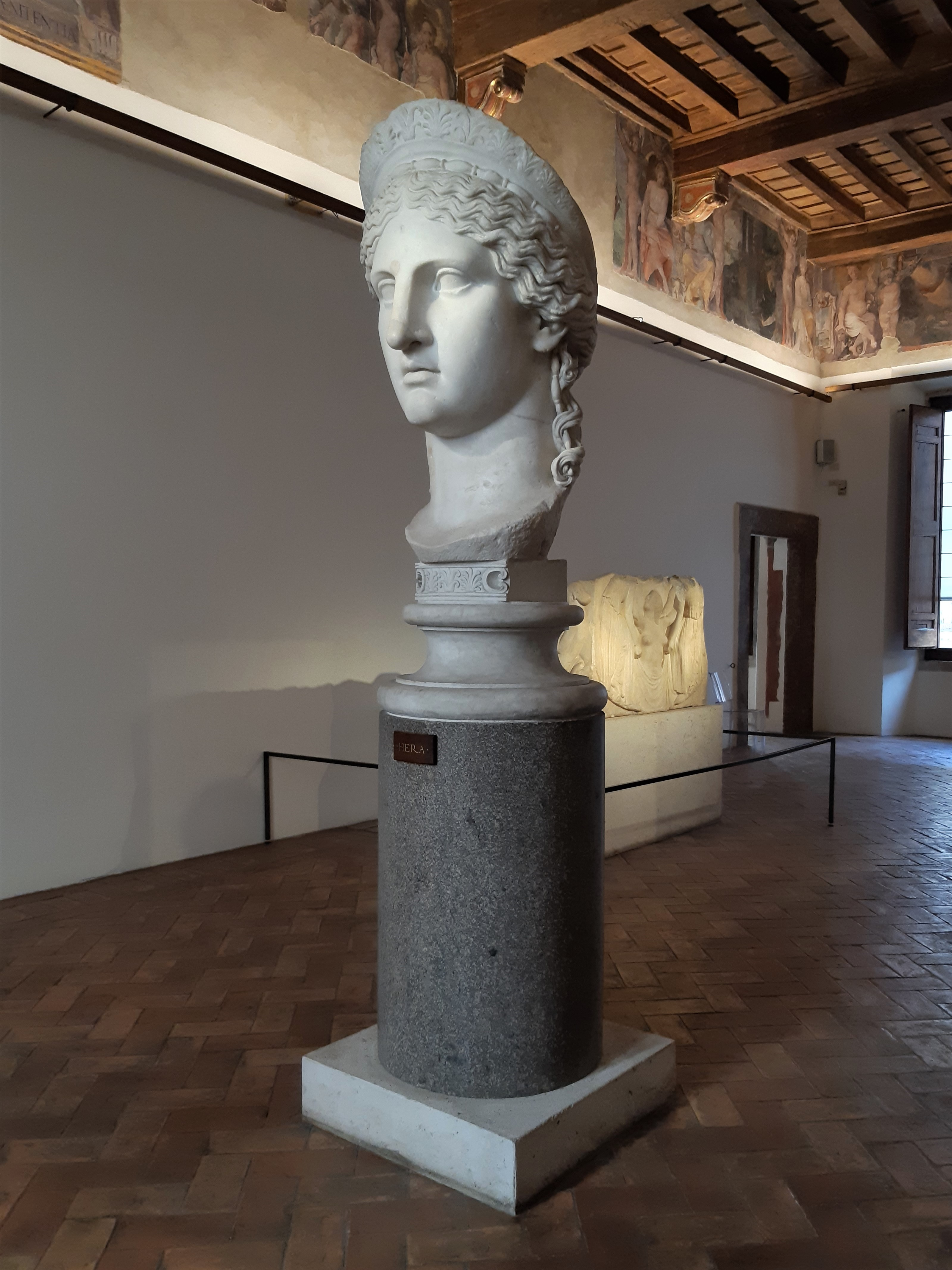
Aufstellung im Palazzo Altemps

Der kolossale Kopf ist ein Frauenkopf aus Marmor mit einer Höhe von 116 Zentimetern, was ein vergleichsweise monumentales Format für diese Zeit ist. Die Gesichtszüge wirken unpersönlich und sind frontal zum Betrachter gewandt. Die lockige Frisur ist im Nacken locker gebunden und zeigt unter einem hohen Diadem einen deutlichen Mittelscheitel. An den Seiten des Halses, hinter den Ohren, die halb von den Haaren verdeckt sind, fallen Strähnen in Korkenzieherlocken herab. Insgesamt wirkt die gezeigte Frau sehr idealisiert und ihre unpersönlichen Gesichtszüge sowie die monumentale Größe des Kopfes sprechen für die Darstellung einer Göttin.

## Nachleben
Es existieren zahlreiche Gipsabgüsse der Juno Ludovisi. So zum Beispiel im Goethehaus in Weimar, in der Gipsabgusssammlung des Archäologischen Instituts der Georg-August-Universität Göttingen oder im Museum of Classical Archaeology der Universität Cambridge.

## Goethe und die Juno Ludovisi
Goethe scheint bereits während seiner Italienreise von der Juno Ludovisi begeistert gewesen zu sein. In seinem Bericht zu seiner Italienreise aus dem April 1788 schreibt er, dass er für seinen zweiten Aufenthalt in Rom in ein Atelier umgezogen sei, wo er einige Gipsabgüsse bestaunen könne. Weiter spricht er in seinem Bericht über die Eindrücke, die diese alten Plastiken bei dem Betrachter hinterließen, und stellt die Juno Ludovisi mit einer besonderen Verehrung vor:

„Den ersten Platz bei uns behauptete Juno Ludovisi, um desto höher geschätzt und verehrt, als man das Original nur selten, nur zufällig zu sehen bekam und man es für ein Glück achten musste, sie immerwährend vor Augen zu haben; denn keiner unsrer Zeitgenossen, der zum erstenmal vor sie hintritt, darf behaupten, diesem Anblick gewachsen zu sein.“

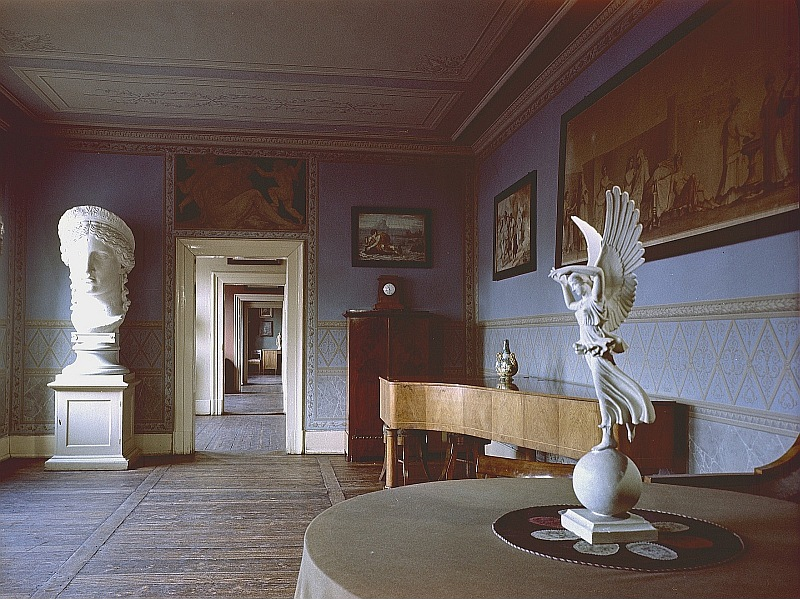
Junozimmer in Goethes Wohnhaus am Frauenplan

Bereits in einem Brief aus dem Januar 1787 an Charlotte von Stein berichtet er über die Juno und bezeichnet sie als seine erste Liebe in Rom und dass er sie nun endlich besitze. Er äußert das Vorhaben, sie mit nach Deutschland zu bringen und die Vorfreude darauf, sie der Adressatin zu zeigen.
Goethes Bewunderung der Juno Ludovisi ging so weit, dass eines der Zimmer in seinem Wohnhaus in Weimar als das Juno-Zimmer bekannt wurde. Diesen Namen erhielt das Zimmer nach Goethes Tod durch einen Abguss der Juno Ludovisi, den er hier aufstellte. Hierbei handelt es sich aber nicht um den Abguss aus seiner römischen Wohnung, den er in seinem Bericht oder seinem Brief an Charlotte von Stein nennt. Diese Juno aus seinen Berichten überließ er 1788 Angelika Kauffmann, denn es war ihm unmöglich, den Abguss unbeschädigt über die Alpen zu transportieren. Erst 1823 schenkte ihm der Staatsrat Christoph Friedrich Ludwig Schultz aus Berlin einen neuen Abguss des kompletten Kopfes, der von Goethe im Junozimmer in der Ecke zwischen Fenster und Tür aufgestellt wurde, so dass er von zwei Seiten natürlich beleuchtet wird. An diesem von Goethe vorgesehenen Platz steht die Figur noch heute im Goethehaus. Er besaß noch einige andere antike Abgüsse, darunter einen Laokoon-Kopf, Niobes Töchter und einen Sappho-Kopf: „Diese edlen Gestalten waren eine Art von heimlichem Gegengift, wenn das Schwache, Falsche, Manierierte über mich zu gewinnen drohte“.
Durch Goethe angeregt, erfasste Schiller 1795 die Statue als einen der zentralen Begriffe seiner Briefe Über die ästhetische Erziehung des Menschen.